# Taranilla
Taranilla es una localidad española del municipio de Valderrueda, en la provincia de León, comunidad autónoma de Castilla y León.

## Situación
Se encuentra al N de Puente Almuhey y al S de Renedo de Valdetuéjar y San Martín de Valdetuéjar.

## Evolución demográfica
| 2000 | 2001 | 2002 | 2003 | 2004 | 2005 | 2006 | 2007 | 2008 | 2009 | 2010 | 2011 | 2023 |
| 149  | 147  | 148  | 147  | 148  | 150  | 150  | 136  | 133  | 137  | 130  | 124  | 89   |

- Datos: Q6138933
- Multimedia: Taranilla / Q6138933